# Lars Olof Andersson
Lars Olof Andersson är en svensk finansman, sedan 1987 bosatt i Schweiz. Han köpte 2003 aktierna i PNB från Percy Nilsson men hävde sedan köpet då han ansåg sig vara grundlurad. PNB gick därefter i konkurs med underskott på cirka 750 miljoner.